# Maties Palau Ferré
Maties Palau Ferré   (Montblanc, 24 d'agost de 1921 - Montblanc, 1 de gener de 2000) fou un pintor, escultor i ceramista català. La seva obra, d'estil cubista sintètic, fauvista, expressionista i colorista, es compon principalment d'olis i tintes xineses, a més de dibuixos amb cera, ceràmiques i escultures. Va ser conegut com "el pintor que cremava els seus quadres".

## Biografia
Nascut a Montblanc, Maties Palau Ferré té des de jove un interès especial per al dibuix. Així, als anys quaranta, estudia a l'Escola Superior de Belles Arts Sant Jordi de Barcelona, on fa les primeres exposicions individuals i col·lectives. A la dècada dels cinquanta Palau Ferré, que sempre signarà amb els dos cognoms, formarà part de la generació artística dels Salons d'Octubre, tot participant en el setè, vuitè, novè i desè Salón de Octubre (1954-1957).
Després d'exposar a Madrid (Ateneo) i Londres (National Book), Palau Ferré rep diverses beques del govern francès per ampliar la seva formació a París, entre 1957 i 1961. A la capital francesa, Palau Ferré viu a la Cité Internationale Universitaire de Paris i mostra els seus quadres en diverses exposicions (Grand Palais, Galeria Tedesco, Galeria Paul Cézanne, Salon de Nice, etc). Allà s'interessa per l'escultura de l'Europa de l'est a través de l'escultor hongarès ZBO Palau, a París, conegué Pablo Picasso, que el va fer deixeble seu. El 1963 torna definitivament a Catalunya i s'instal·la a Montblanc.
Als anys seixanta, Palau Ferré treballa amb nombrosos projectes arreu del territori: un Via Crucis ceràmic per a l'església del balneari de Vallfogona de Riucorb, una Sagrada Família per al noviciat de la La Seu d'Urgell, unes pintures per a la capella de Can Coll a Lliça de Vall, etc. El 1970 torna de nou a Madrid on fa una gran exposició a la Biblioteca Nacional d'Espanya.
El 16 de maig de 1974, el Tribunal Suprem el condemna a pintar un nombre determinat de metres quadrats d'olis per poder rescindir un contracte que Palau Ferré havia segellat amb un marxant. Després de complir la sentència, entre 1974 i 1985 va cremar obres seves com a mesura de protesta i fins al 1989 no va permetre que es fes cap exposició amb la seva obra. Durant aquells anys serien moltes les mostres de suport que Palau Ferré rebria del món acadèmic i cultural. Museus dels Estats Units li demanen d'exposar les cendres dels seus quadres.
A partir de 1989, Palau Ferré sempre va exposar en galeries no comercials i en museus, però no va tornar a pintar amb oli, sinó que va començar a utilitzar la tinta xinesa. Són d'aquells anys noranta les seves exposicions a la Caixa Barcelona de Tarragona, al Museu d'Història de Catalunya, al Centre d'Art Contemporani Can Sisteré, al pati gòtic del Consell Comarcal del Solsonès i al castell monestir de Sant Miquel d'Escornalbou, i també la gira americana que el portarà a fer exposicions a Washington i Pennsylvania.

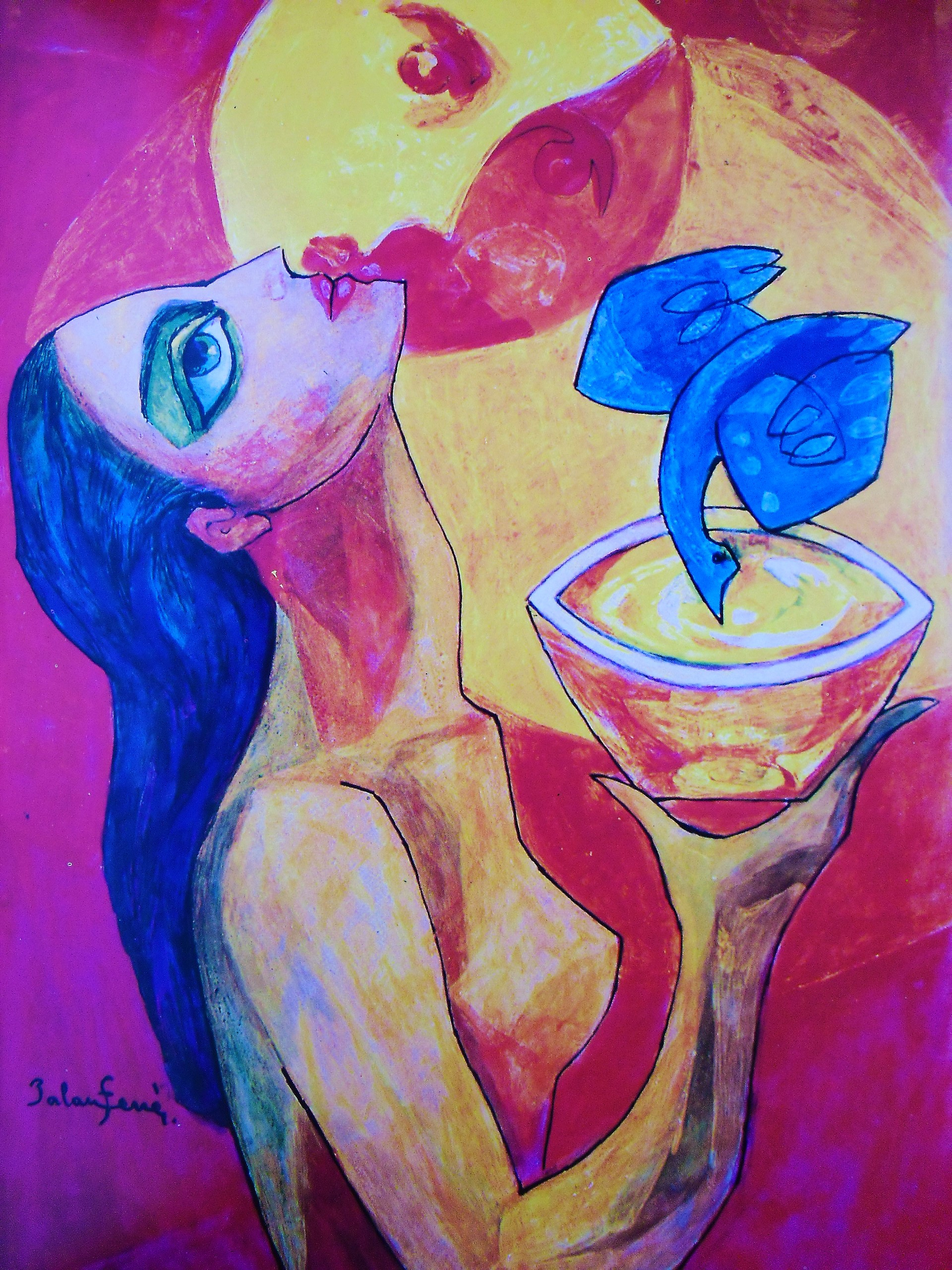
Entrega. Tinta xinesa sobre paper tela. Maties Palau Ferré

La seva trajectòria vital el vincula a la defensa dels valors de la pau, la solidaritat i la llibertat. Amb aquest compromís amb la humanitat, Palau Ferré, farà nombroses donacions dels seus quadres per a projectes socials i culturals, com Amnistia Internacional, Mans Unides, Memorial per la Pau Vidal Llecha, entre d'altres.

## Obra artística
La pintura de Palau Ferré es caracteritza per la seva singularitat cubista d'estil picassiana, molt influïda pels anys que l'artista va viure a París. Apassionat del color, els seus quadres tenen traços expressionistes i fauvistes, on hi destaquen els vermells intensos i els verds.
Palau Ferré és pintor de paisatges primaverals, on plasma la seva mirada sobre Montblanc, amb el Pont Vell i les muralles medievals. També són molt característiques de la seva obra les figures femenines vitals, d'ulls ametllats, sovint acompanyades de flors, fruites i elements de la natura. En les seves obres també hi trobem natures estàtiques, temàtiques simbolistes, mitologia grecollatina i la cultura popular i tradicional.

Palau Ferré cultiva també l'escultura i la ceràmica. Si les seves escultures de bronze es caracteritzen pels joc de buits i plens i la influència de les avantguardes escultòriques de l'Europa de l'est, la seva ceràmica és especialment esvelta, de formes creatives i amb decoració esmaltada.

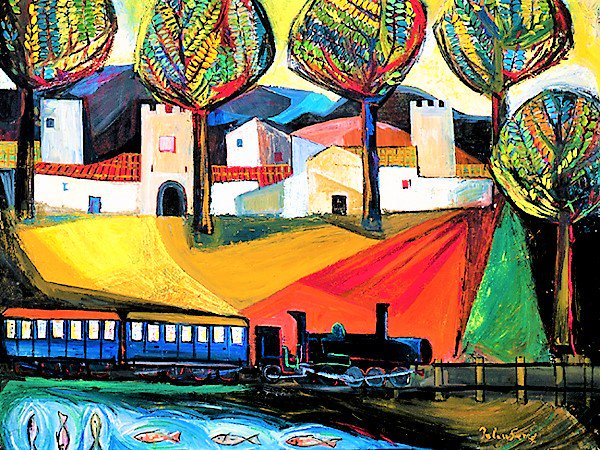
Montblanc, de Palau Ferré.

## Llegat

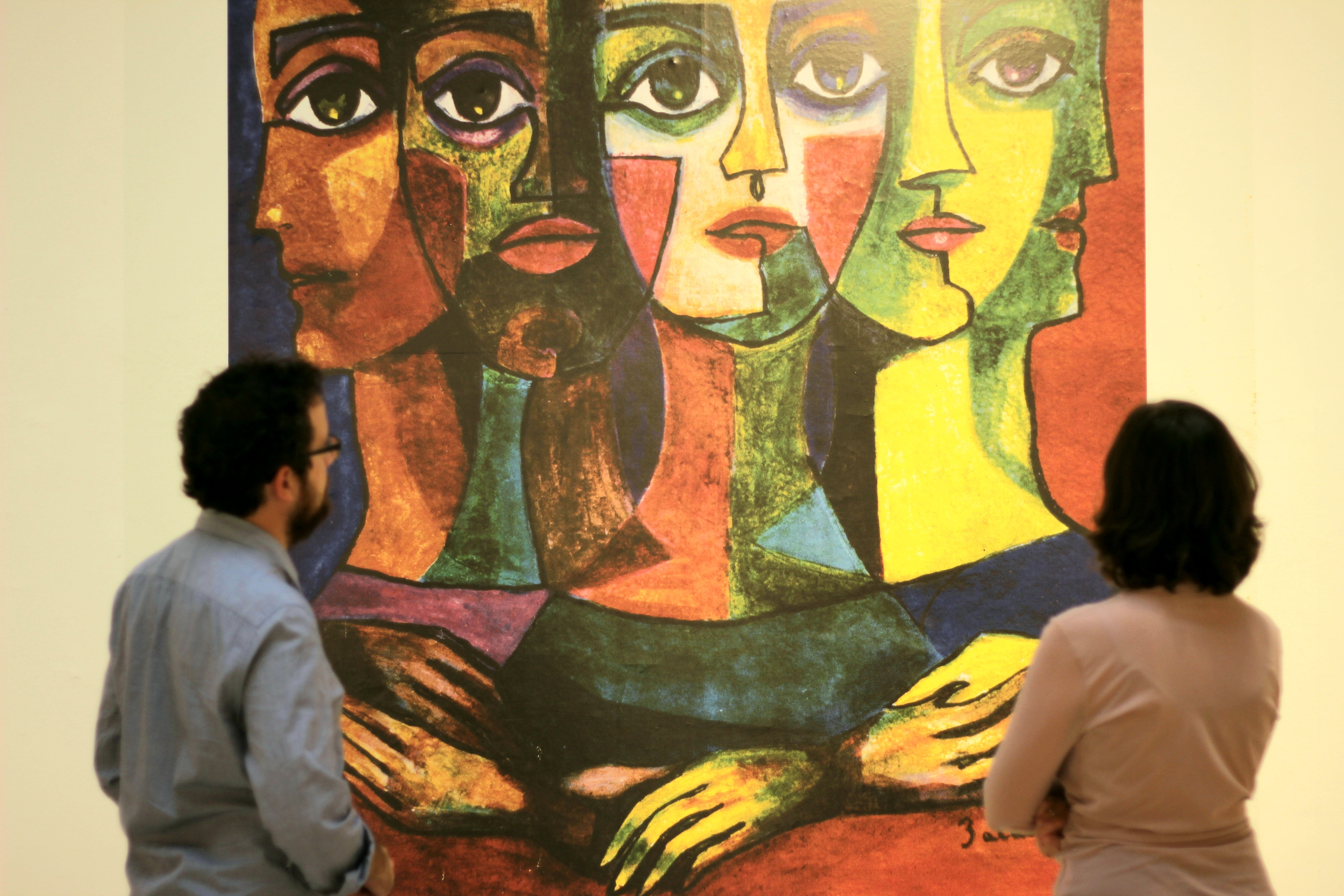
Exposició commemorativa de l'Any Palau Ferré al Centre de Lectura de Reus (2020)

Després de morir l'1 de gener de 2000, l'Ajuntament de Montblanc el nomena fill predilecte de la vila i organitza una emotiva exposició d'homenatge a l'antic convent de Sant Francesc, amb obres de col·leccions particulars. Posteriorment, l'Ajuntament posa el nom de l'artista a un carrer de la vila ducal i va obrir les portes la casa-museu del pintor.
El 2011, coincidint amb el norantè aniversari del seu naixement, el Museu d'Art Modern de Tarragona (MAMT) organitza una exposició retrospectiva i el crític d'art Antonio Salcedo publica Palau Ferré i el seu paradís.
El 2013, té lloc una nova exposició a la Cité Internationale Universitaire de París (CIUP) per commemorar els 60 anys de l'estada de l'artista i la seva reneboda Rosa de les Neus Marco-Palau publica el llibre Palau Ferré retourne a Paris: un voyage par les avant-gardes.
El 2019, l'historiador Francesc Marco-Palau, renebot de l'artista, va publicar l'assaig biogràfic El pintor que cremava els seus quadres, reeditat per Editorial Base el 2020, que va suposar l'inici dels preparatius de la commemoració del centenari de Palau Ferré.

## Any Palau Ferré

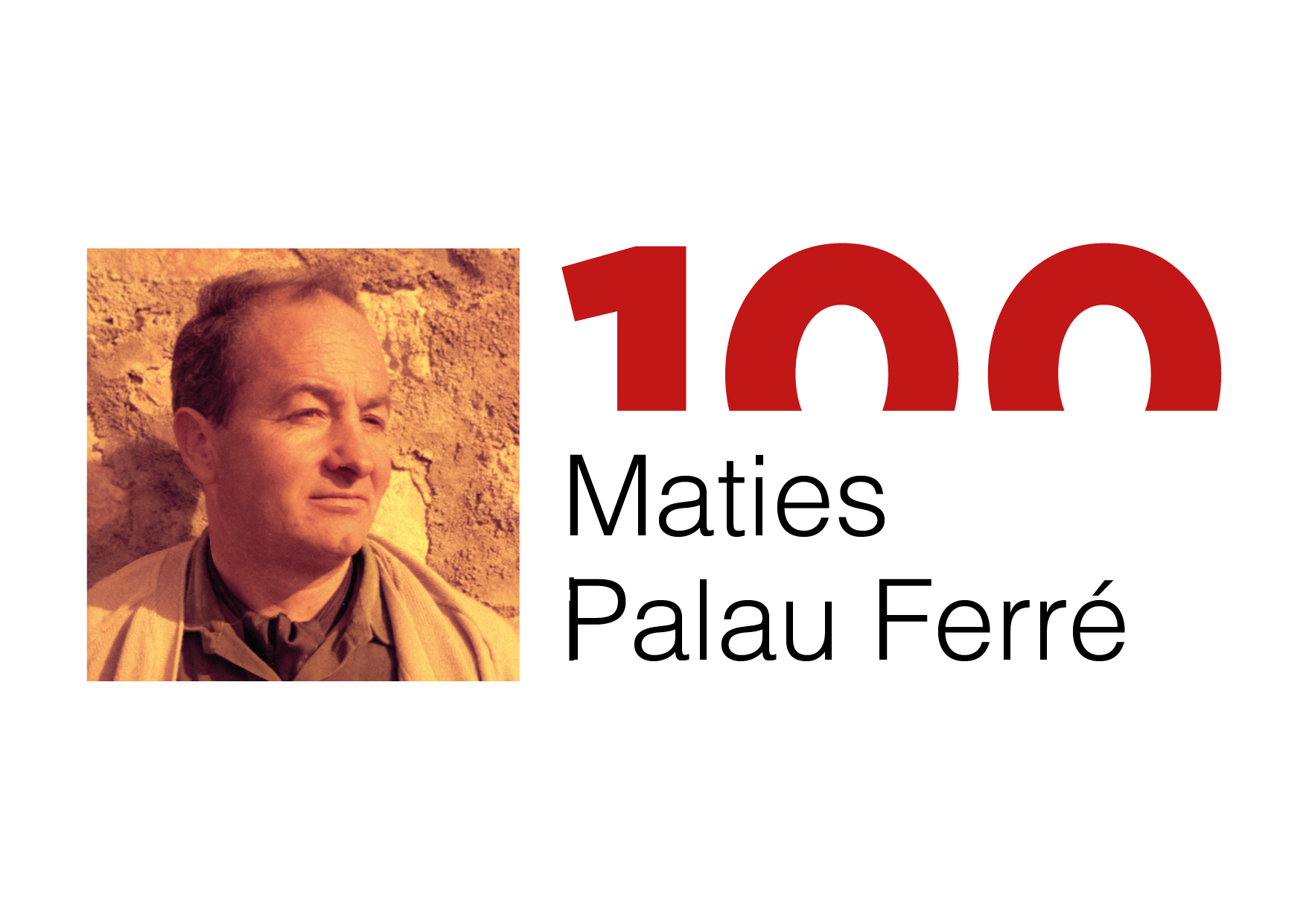
Logotip de l'Any Palau Ferré 2021

Després d'una intensa tasca de recuperació de la seva figura duta a terme els anys 2019 i 2020, el govern català va declarar el 2021 com a Any Palau Ferré, una commemoració oficial de la Generalitat de Catalunya comissariada per l'historiador Francesc Marco-Palau, renebot del pintor, per homenatjar el centenari del naixement de l'artista. En el marc de l'Any Palau Ferré es van organitzar 20 exposicions temàtiques diferents i van tenir lloc 100 actuacions territorials arreu de Catalunya, amb el suport d'ajuntaments, museus, biblioteques, entitats i ONG.
Així, entre d'altres, l'Institut français de Barcelona va recordar els anys parisencs de Palau Ferré; el Museu de Cervera i el Museu d'Història de Cambrils van detallar l'amistat de l'artista amb l'escriptor Jaume Ferran; l'Institut d'Estudis Ilerdencs els seus vincles amb les Terres de Ponent; el Museu de Tàrrega, els seus arquetips pictòrics; a Igualada, el seu nexe amb la Catalunya Central; a l'Escala, la seva inspiració sardanista; a l'Ajuntament de Sarral, la seva amistat amb l'arquitecte Josep Puig Torné; al Moll de Costa del Port de Tarragona, les seves etapes biogràfiques; a la Casa de Paraula Santa Coloma de Farners el seu vessant escultòric; el Museu d'Art de Girona, les figures d'un sol traç; el Museu d'Història de Catalunya va mostrar els cartells solidaris de l'artista; i el Museu de la Vida Rural la seva essència vitalista. La cloenda va tenir amb una exposició retrospectiva al convent de Sant Francesc de Montblanc.
També en el marc de la commemoració, el Servei de Biblioteques de Catalunya va idear una exposició itinerant del centenari i, al mateix temps, van ser diversos els museus que van començar a exposar obres de l'artista: Museu Comarcal de la Conca de Barberà, Museu d'Història de Girona, Museu de Reus, Museu de les Cultures del Vi de Catalunya i Museu d'Art Contemporani de Vilafamés.
El mateix any 2021 es va presentar la Petita Història de Maties Palau Ferré, un conte escrit per Rosa de les Neus Marco-Palau, reneboda de l'artista, amb dibuixos de la ninotaire Pilarín Bayés.
L'any 2023, l'escriptor Màrius Serra va novel·lar la vida del pintor a La dona més pintada a partir d'un joc participatiu a través de les xarxes socials per descobrir qui era la musa de Palau Ferré